# Moneyball
Moneyball är en amerikansk verklighetsbaserad dramafilm från 2011, i regi av Bennett Miller och med Brad Pitt i huvudrollen. Filmen fick sex Oscarsnomineringar, inklusive för bästa film, inför Oscarsgalan 2012.
Moneyball handlar om basebollklubben Oakland Athletics sportchef Billy Beane, som i början av 2000-talet bestämde sig för att värva spelare med hjälp av en strikt budget och databaserade analyser.

## Rollista
- Brad Pitt – Billy Beane
- Jonah Hill – Peter Brand
- Philip Seymour Hoffman – Art Howe
- Chris Pratt – Scott Hatteberg
- Casey Bond – Chad Bradford
- Stephen Bishop – David Justice
- Royce Clayton – Miguel Tejada
- David Hutchison – John Mabry
- Robin Wright – Sharon
- Kerris Dorsey – Casey Beane
- Ken Medlock – Grady Fuson